# Discodes terebratus
Discodes terebratus är en stekelart som beskrevs av Svetlana N. Myartseva 1981. Discodes terebratus ingår i släktet Discodes och familjen sköldlussteklar.
Artens utbredningsområde är Turkmenistan. Inga underarter finns listade i Catalogue of Life.